# 古丽雅的道路
《古丽雅的道路》，原题《第四高度》（俄語：Четвёртая высота），是苏联儿童文学作家叶莲娜·伊林娜于1945年出版的故事书。这本书描写了苏德战争中女英雄古丽雅的故事，基本上是真实的。

## 故事概要
故事描写了一个女青年古丽雅在短促的一生中所达到的四个精神高度。古丽雅在12岁时，为了参加摄制影片《游击队的女儿》而苦苦练习骑马，终于驯服了一匹野性很强的马跨越了障碍物；她为了拍电影，荒废了半年功课，不得不和讨厌的地理、历史、数学做斗争。她后来努力追上了漏掉了的功课，测验得到了满分；第三高度是15岁时加入共青团；第四高度是20岁时，在斯大林格勒西北方作战时，参加拿下五六点八高地的战斗，她和战友们一同进攻，占领了德军的战壕。她曾经带领了没有指挥员的一排人继续战斗，高地拿下来了，古丽雅达到了生命中的最后一个高度——光荣牺牲了。

## 改编
这个故事被改编成电影，由伊戈尔·沃兹涅先斯基导演，于1977年上映。

## 中文译介
原书首版于1945年，原名《第四高度》。任溶溶于1953年3月翻译了这本书，取名《古丽雅的道路》，由时代出版社出版。